# Sains-Richaumont
Sains-Richaumont település Franciaországban, Aisne megyében. Lakosainak száma 939 fő (2022. január 1.). Sains-Richaumont Chevennes, Colonfay, Le Hérie-la-Viéville, Housset, Lemé és Puisieux-et-Clanlieu községekkel határos.

## Népesség
A település népessége az elmúlt években az alábbi módon változott:
| Lakosok száma | 1225 | 1132 | 1053 | 937  | 1037 | 1035 | 1043 | 1057 | 1018 | 939  |
|               | 1968 | 1982 | 1990 | 2006 | 2013 | 2015 | 2017 | 2019 | 2020 | 2022 |